# Joost van Santen
Joost van Santen (Amsterdam, 2 april 1929 – aldaar, 7 januari 2025) was een Nederlands beeldend kunstenaar. Hij werkte met licht en daglicht in architectuur en beelden. Zijn werk is te kwalificeren als minimal art of constructivisme. Licht en daglicht zijn onderwerp van zijn schilderijen en tekeningen.

## Leven en werk
Van Santen volgde opleidingen aan het Instituut voor Kunstnijverheidsonderwijs en de Rijksakademie van beeldende kunsten. Hij was ook een leerling van Jos Rovers. Zijn inspiratie voor werken met licht(-inval) kwam naar voren tijdens een studiereis door de Verenigde Staten, waarbij hij een gesprek had met Otto Piene van het Massachusetts Institute of Technology. Hij kreeg een lijst met luchtkunstwerken overhandigd, die hij vervolgens bezocht (en moest daarbij constateren dat de meesten buiten werking waren).
Samen met Frank Nix en Guido Eckhardt ontwierp hij het monument Vrouwen van Ravensbrück dat in 1975 werd onthuld op het Museumplein in Amsterdam. In 1981 volgde een titelloos werk nabij brug 705 in Amsterdam Nieuw-West.
Andere werken van Van Santen zijn de Ellips of Light, een gekleurd glasraam in de gevel van het station te Amersfoort en een beeld het Zonnebeeld in Pijnacker. Door deelname aan en het winnen van prijsvragen realiseerde hij projecten in België, Zwitserland en Engeland, o.a. een 20 meter hoog beeld The Lighted Lady in de wijk Barking van Londen en meer dan honderd gekleurd glas panelen in de gevel en kamers van het ziekenhuis Oost-Limburg in Genk, België. Zie ook zijn website joostvansanten.nl
Van Santen werkte tot op hoge leeftijd door. Van Santen werkte gedurende een aantal jaar nog vanuit een atelier aan het WG-Plein, daarna werkte hij vanuit huis. In 2024 werkte hij aan een opdracht voor lichtkunst voor een school in Utrecht.  

## Familie
Hij was zoon van Judic van der Bokke en Abraham van Santen. Vader (1896-1976) was koopman en enkele jaren voorzitter van Vereniging De Joodse Invalide. Joost van Santen is broer van Wiesje van Santen.  Hijzelf was tussen 1956 en 1985 (echtscheiding) gehuwd met Anna Zanstra, dochter van architect Piet Zanstra en diens eerste vrouw Elisabeth Geertruide Zinsmeester.   Zijn laatste levensjaren was zijn levenspartner kunstenares Elizabeth Visser. Van Santen werd in stilte gecremeerd. Zijn "Bericht van overlijden" karakteriseerde zijn kunstwerken: 
Zon en licht zijn mijn materiaal. En tegelijkertijd zijn ze mijn bronnen van inspiratie.

## Fotogalerij

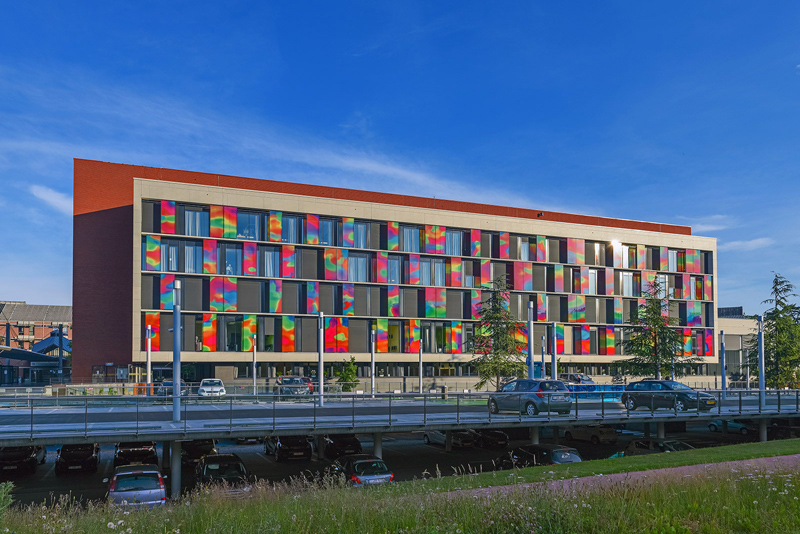
Gekleurde glaspanelen in het ziekenhuis Oost-Limburg, Genk, België
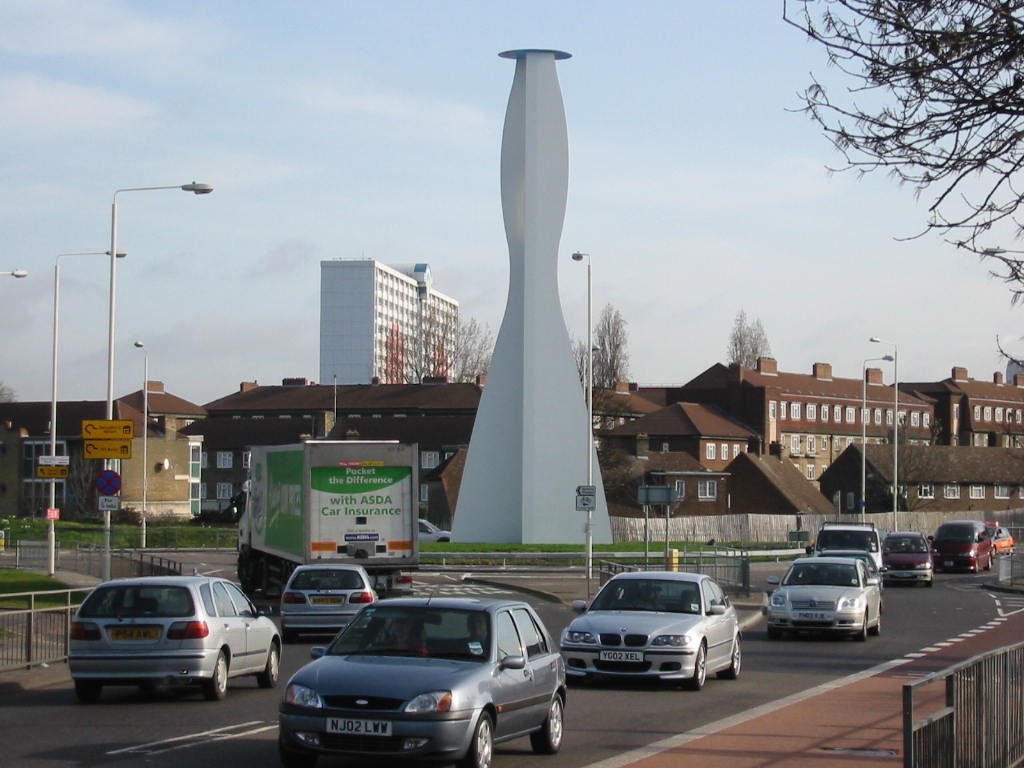
Londen - The Lighted Lady of Barking
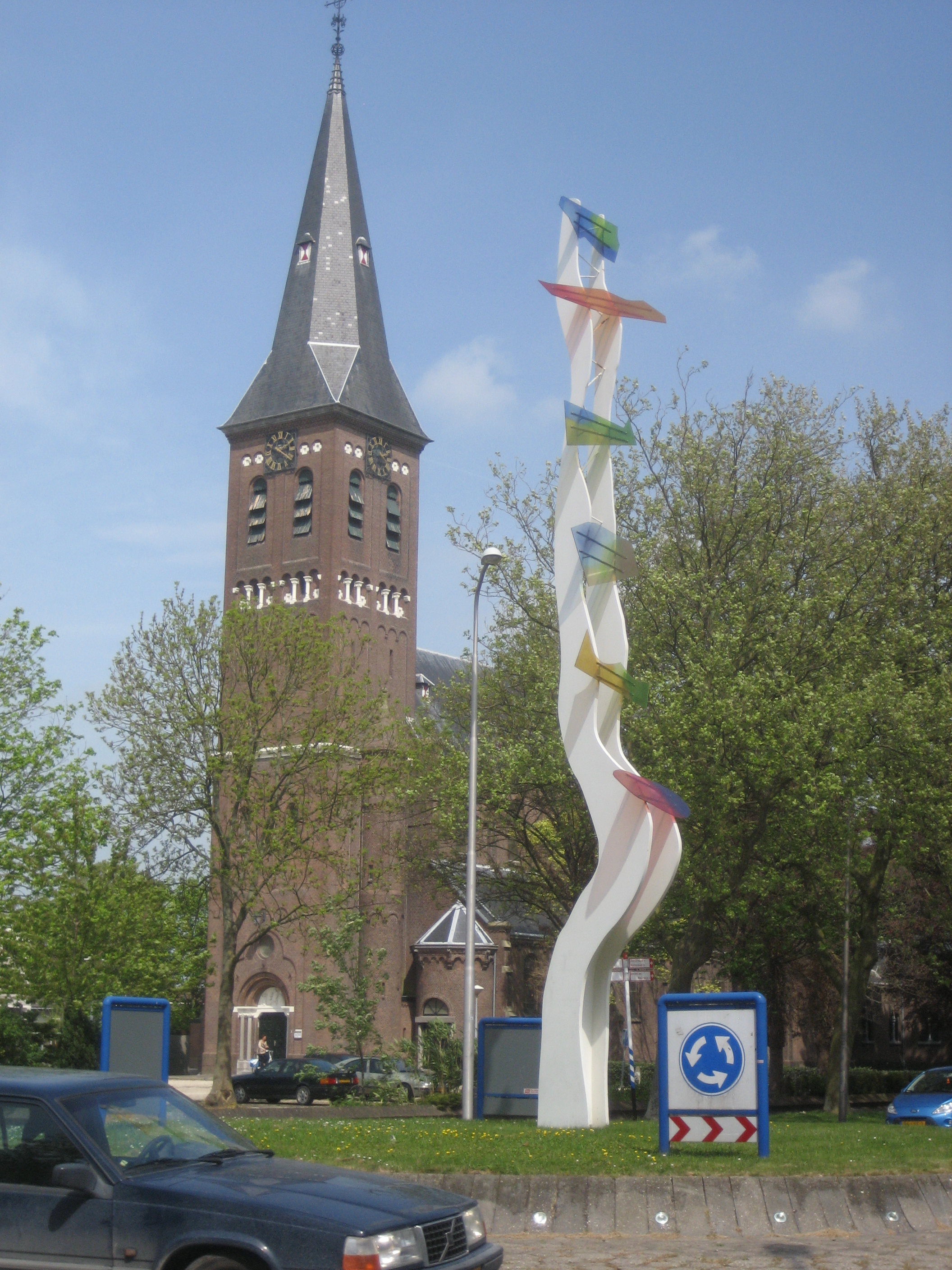
Pijnacker - Zonnebeeld